# Chauvency-Saint-Hubert
Chauvency-Saint-Hubert è un comune francese di 261 abitanti situato nel dipartimento della Mosa nella regione del Grand Est.

## Società

### Evoluzione demografica
Abitanti censiti